# 482 pr. n. št.
Stoletja: 6. stoletje pr. n. št. - 5. stoletje pr. n. št. - 4. stoletje pr. n. št.
Desetletja: 530. pr. n. št. 520. pr. n. št. 510. pr. n. št. 500. pr. n. št. 490. pr. n. št. - 480. pr. n. št. -  470. pr. n. št. 460. pr. n. št. 450. pr. n. št. 440. pr. n. št. 430. pr. n. št.
Leta: 487 pr. n. št. 486 pr. n. št. 485 pr. n. št. 484 pr. n. št. 483 pr. n. št. - 482 pr. n. št. - 481 pr. n. št. 480 pr. n. št. 479 pr. n. št. 478 pr. n. št. 477 pr. n. št.

## Dogodki
- - Atene začnejo graditi ladjevje.